# Callen
Callen – miejscowość i gmina we Francji, w regionie Nowa Akwitania, w departamencie Landy.
Według danych na rok 1990 gminę zamieszkiwały 143 osoby, a gęstość zaludnienia wynosiła 2 osób/km² (wśród 2290 gmin Akwitanii Callen plasuje się na 1033. miejscu pod względem liczby ludności, natomiast pod względem powierzchni na miejscu 67.).